# Adóék

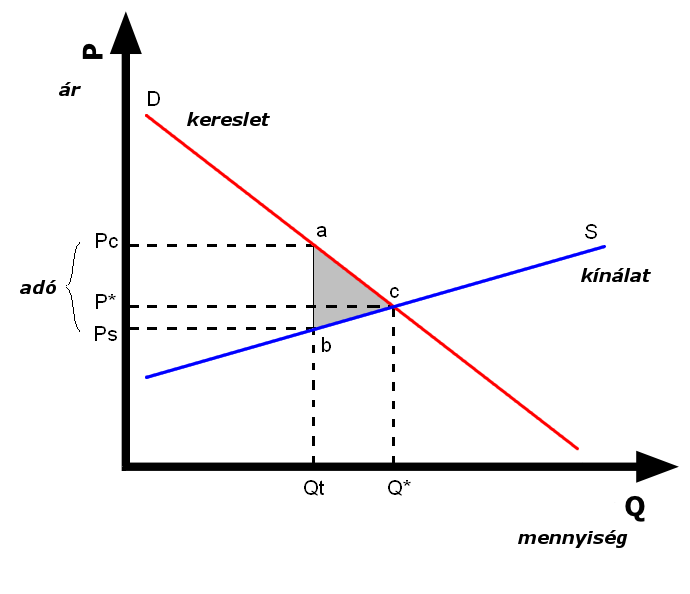
Az adóék

Az adóék közgazdasági fogalom, amely az adófizetés miatt az egyensúlyi kínálat-keresleti ponttól történő elmozdulást jelenti. Az adófizetés hatására a termelők és a fogyasztók által kereskedett mennyiség lecsökken, a fogyasztók által fizetett ár megnő, és a termelők által kapott ár lecsökken.
A kiindulási egyensúlyt a c(P*, Q*) pont jelöli. Az adó bevezetésének hatására a termelés mindaddig csökken, míg a kereslethez tartozó ár és a kínálathoz tartozó ár közötti különbség megegyezik az adó mértékével. A fogyasztók számára az új egyensúlyi helyzetet az a pont, a termelők számára az új egyensúlyi helyzetet a b pont jelöli. Az adó mértékét a Pc-Ps különbség, vagyis az ábrán az a-b szakasz jelöli. A termelés a Q* kiindulási szintről a Qt szintre esik vissza.
A szürkével jelzett ék alakú terület a piaci többlet csökkenését mutatja. Ezen belül a P* feletti háromszög a fogyasztói többlet csökkenését, a P* alatti háromszög a termelői többlet csökkenését jelöli.